# دگروو ات فارمرز مارکت
دگروو (به انگلیسی: The Grove) یک مجتمع خرده فروشی و سرگرمی در لس آنجلس است که در بخش‌هایی از بازار تاریخی کشاورزان واقع شده‌است.

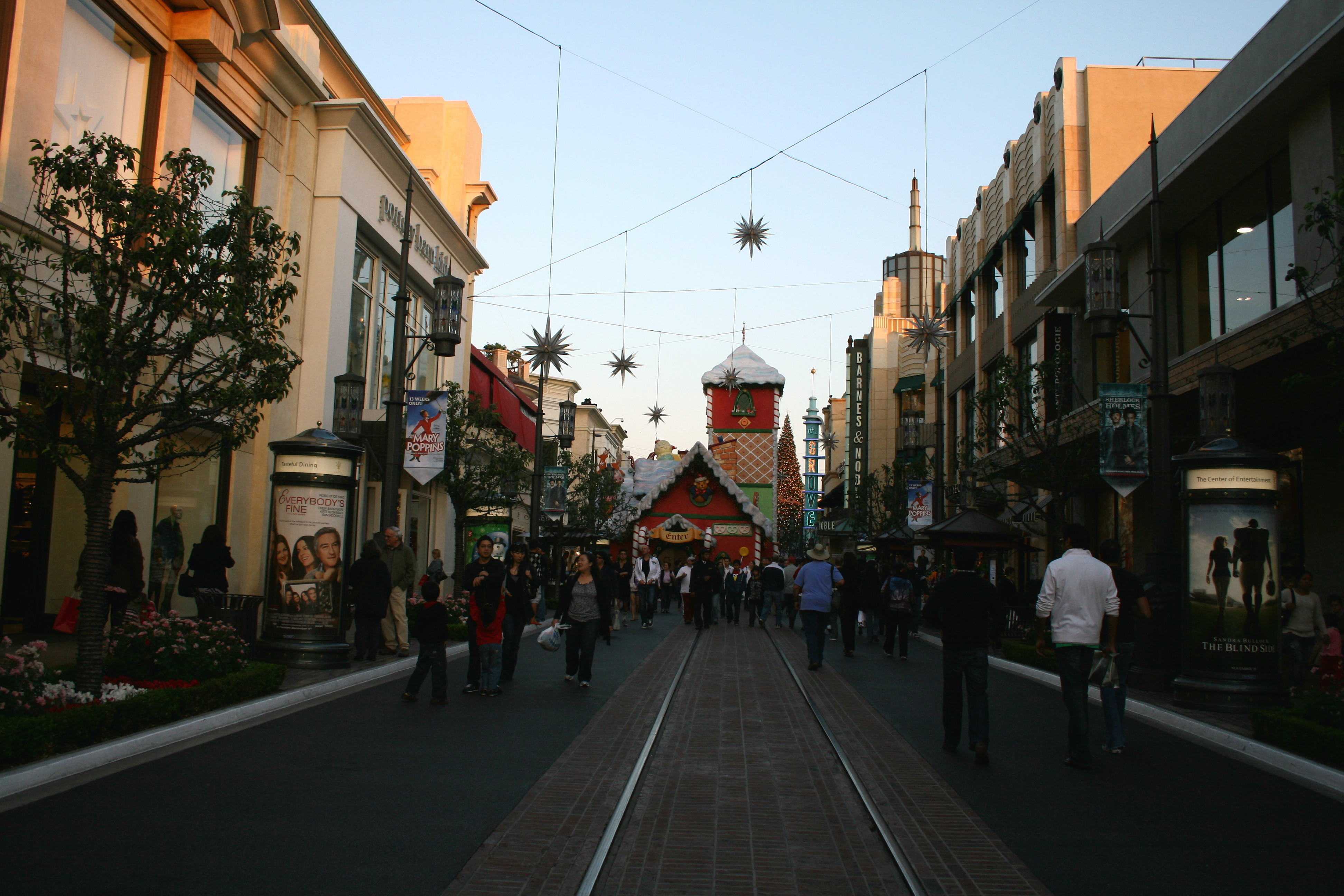

گروو دارای یک پارک مرکزی بزرگ با یک فواره متحرک است که توسط WET طراحی شده‌است. نمایش فواره-موسیقی آن هر ساعت پخش می‌شود، اگرچه این نمایش یک برنامه غیرموسیقی در بین نمایش‌ها نیز دارد. طراحی رقص آب یادآور فواره‌های بلاژیو در لاس وگاس است — که آن هم توسط WET نیز طراحی شده‌است — اما در مقیاس بسیار کوچکتر.
این ملک همچنین دارای مجسمه ای به نام روح لس آنجلس است. نمایش‌های زنده اغلب در آنجا اجرا می‌شوند - در محوطه چمن‌زار کنار فواره‌ها. یک سیستم حمل‌ونقل داخلی متشکل از ماشین‌های واگن برقی برای اتصال دگروو و بازار کشاورزان مجاور استفاده می‌کند.

## مغازه‌ها و رستوران‌ها
نوردستروم بزرگترین مغازه دگروو است و این مرکز خرید دارای فروشگاه‌های پرچمدار برندهایی مانند بارنز اند نوبل و اپل است. ابرکرومبی اند فچ قبلاً مغازه پرچمدار ساحل غربی خود را در این مرکز خرید داشت که در سال ۲۰۱۵ بسته شد و از آن زمان با نایکی جایگزین شده‌است. فروشگاه‌های دیگر در این مرکز عبارتند از: مایکل کورس، گپ، جی.کرو، کریت اند برا، نایکی، مک کاسمتیکس، کوچ، برندی ملویل، لولولمن، مدول، , ری-بن، سفورا، اسپلندید، اتلتیکا، سواروفسکی، تاپ شاپ / تاپمن و امریکن گرل پلیس.
مکان اصلی سرگرمی یک مجموعه سینماهای ۱۴ پرده ای است که قبلاً متعلق به پسیفیک تیترز بود، اما در آوریل ۲۰۲۱ برای همیشه بسته شد. ای ام سی تیترز اواخر همان سال اجاره را بر عهده گرفت و مکان جدید خود را در اوت ۲۰۲۱ به روی عموم باز کرد.

## درخت کریسمس
در اواسط نوامبر، درخت کریسمس گروو به نمایش گذاشته می‌شود و هر روز عصر، با شروع مراسم سالانه نورافشانی درخت، روشن می‌شود. این درخت هر عصر تا پایان فصل کریسمس روشن می‌ماند. این درخت با ارتفاع معمولاً تا ۱۰۰ فوت (۳۰ متر) یا بیشتر، یکی از بلندترین درختان کریسمس در منطقه لس آنجلس است. در سال‌های اخیر، گروو همچنین تبدیل به «به یک سرزمین عجایب زمستانی» شده‌است که در آن برف مصنوعی هر شب در ساعت ۷ و ۸ بعد از ظهر تا شب کریسمس می‌بارد.

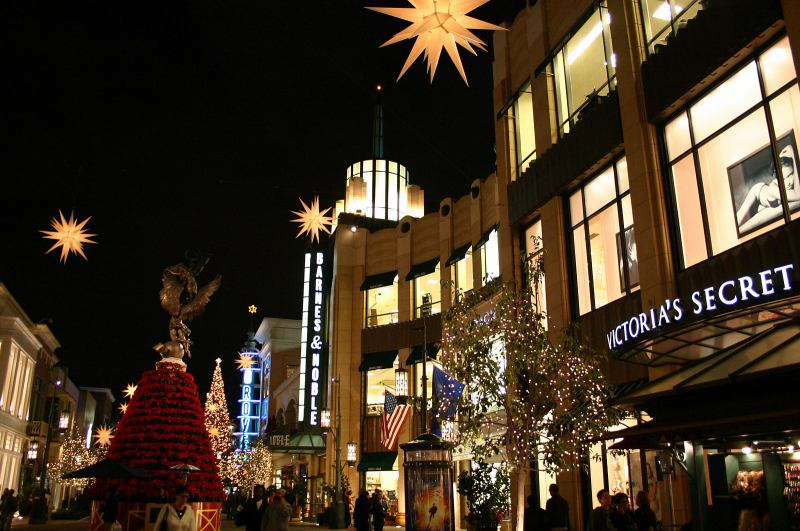
گروو در شب در فصل تعطیلات
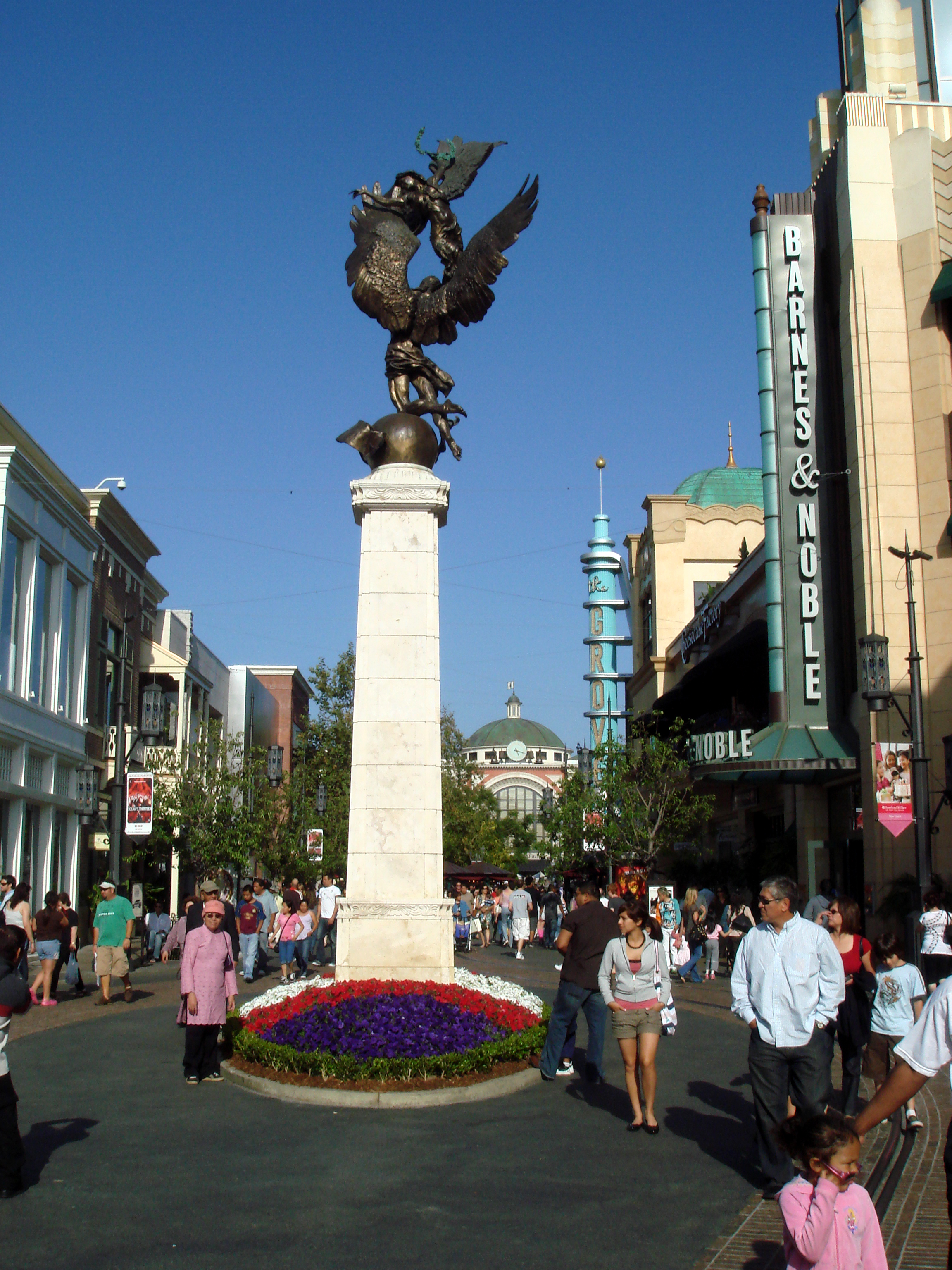
خیابان اصلی در گروو، بنای یادبود «روح لس آنجلس» اثر د ل اسپری .
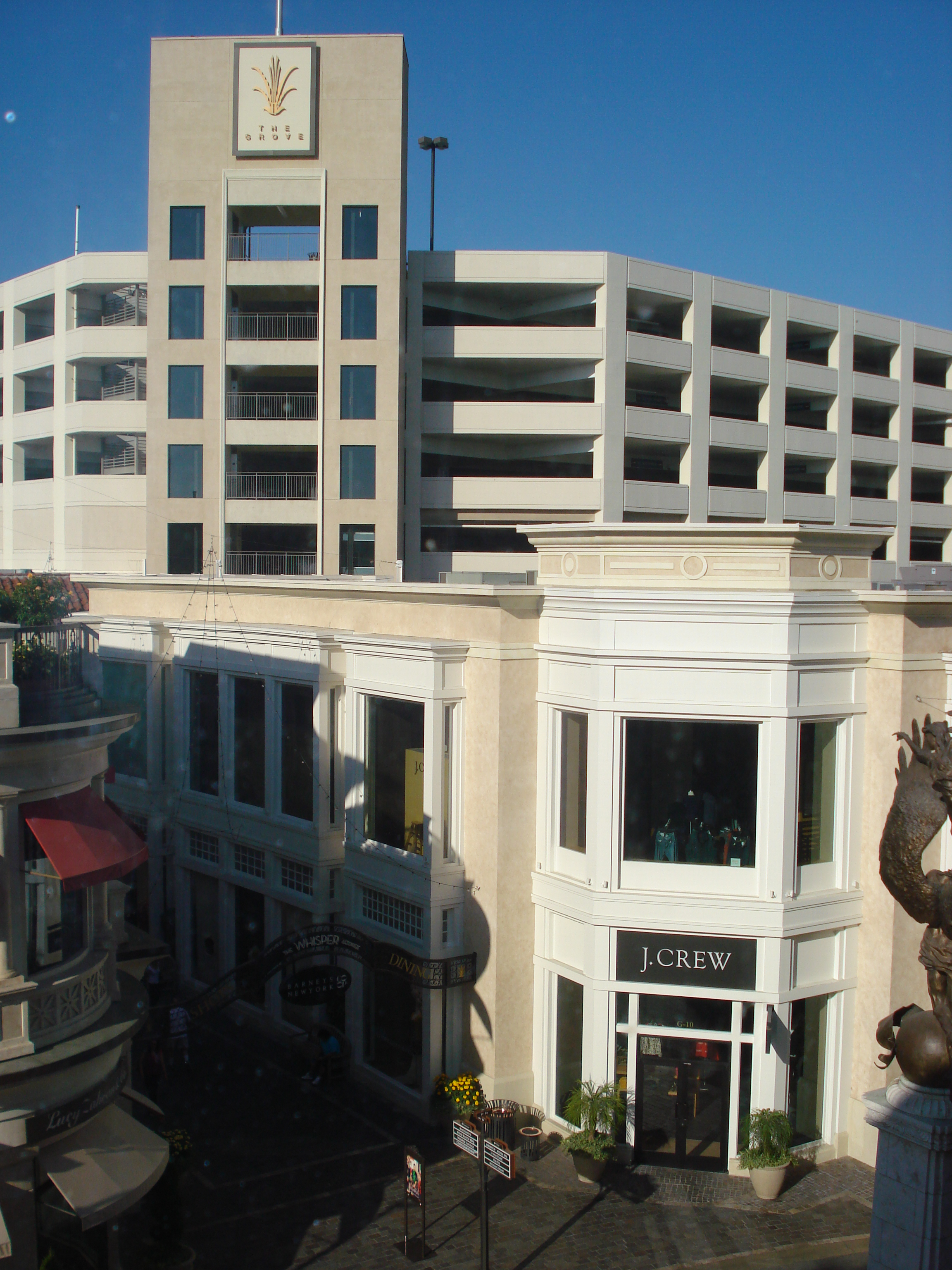
سازه پارکینگ Grove با J.Crew